# Анциферов, Евгений Николаевич
Евгений Николаевич Анциферов (21 сентября 1923, Толмачёво, Петроградская губерния — 26 августа 1970) — генерал-майор Вооружённых Сил СССР, участник Великой Отечественной войны и Вьетнамской войны, погиб при исполнении служебных обязанностей.

## Биография
Родился 21 сентября 1923 года в посёлке Толмачёво (ныне — Лужский район Ленинградской области). Окончил девять классов средней школы. Вскоре после начала Великой Отечественной войны добровольно пришёл в военный комиссариат, и 15 июля 1941 года был призван на службу в Рабоче-Крестьянскую Красную Армию. В 1944 году окончил Тамбовскую военную авиационную школу лётчиков, после чего вплоть до конца войны обучал в ней же курсантов — будущих лётчиков для действующей армии.
В последующие годы служил на командных должностях в различных частях Военно-воздушных сил СССР в Среднеазиатском военном округе, в Северной группе войск, в Прибалтийском военном округе. Командовал 159-м гвардейским истребительным авиационным полком, был заместителем командира, командиром авиационной дивизии. Окончил Военно-воздушную академию.
В 1968 году, в разгар Вьетнамской войны, Анциферов был направлен в Демократическую Республику Вьетнам в качестве главного военного советника по авиации, одновременно являлся старшим группы советских военных специалистов ВВС в этой стране. Анализировал боевую деятельность американских военно-воздушных сил, составлял аналитические записки для командования вьетнамской армии и советского Генерального штаба.
В 1969 году вернулся в Советский Союз и продолжил службу в Средней Азии, в городе Алма-Ате. 26 августа 1970 года, в преддверии масштабных торжественных мероприятий, приуроченных к пятидесятилетию провозглашения Казахской Советской Социалистической Республики, Анциферов вылетел на вертолёте в район озера Иссык-Куль. По свидетельству родственников, ему была поставлена задача найти место для охоты прибывшего в республику первого секретаря ЦК КПСС Леонида Ильича Брежнева. При пролёте через горный массив порывом ветра вертолёт был опрокинут, ударился о скалы и взорвался. Все находившиеся на борту, в том числе и генерал-майор авиации Евгений Николаевич Анциферов, погибли.
Похоронен на Богословском кладбище в городе Санкт-Петербурге.
Был награждён двумя орденами Красной Звезды, медалью «За боевые заслуги» и многими другими медалями.